# The Ultimate Collection (album, Santana)
The Ultimate Collection je kompilacijski album skupine Santana, ki je izšel leta 1997. Album vsebuje material skupine od začetkov pa do leta 1993.

## Seznam skladb
| Disk 1 | Disk 1                                  | Disk 1                                                  | Disk 1              | Disk 1  |
| Št.    | Naslov                                  | Pisec                                                   | Z albuma            | Dolžina |
| ------ | --------------------------------------- | ------------------------------------------------------- | ------------------- | ------- |
| 1.     | „Jingo‟                                 | Michael Olatunji                                        | Santana, 1969       | 4:09    |
| 2.     | „Evil Ways‟                             | Clarence "Sonny" Henry                                  | Santana, 1969       | 3:56    |
| 3.     | „Soul Sacrifice‟                        | Carlos Santana, Gregg Rolie, David Brown, Marcus Malone | Santana, 1969       | 3:14    |
| 4.     | „Black Magic Woman‟                     | Peter Green/Gábor Szabó                                 | Abraxas, 1970       | 3:13    |
| 5.     | „Oye Como Va‟                           | Tito Puente                                             | Abraxas, 1970       | 4:14    |
| 6.     | „Samba Pa Ti‟ (instrumental)            | Santana                                                 | Abraxas             | 4:32    |
| 7.     | „Everybody's Everything‟                | Santana, Milton Brown, Tyrone Moss                      | Santana III, 1971   | 3:31    |
| 8.     | „No One To Depend On‟                   | Mike Carabello, Coke Escovedo, Rolie                    | Santana III, 1971   | 5:30    |
| 9.     | „Song of the Wind‟                      | Rolie, Santana, Neal Schon                              | Caravanserai, 1972  | 6:03    |
| 10.    | „Love, Devotion & Surrender‟            | Santana, Richard Kermode                                | Welcome, 1973       | 3:39    |
| 11.    | „Give and Take‟                         | Santana, Tom Coster, Michael Shrieve                    | Borboletta, 1974    | 5:44    |
| 12.    | „Europa (Earth's Cry Heaven's Smile)‟   | Coster, Santana                                         | Amigos, 1976        | 5:02    |
| 13.    | „Dance Sister Dance (Baila Mi Hermana)‟ | Leon "Ndugu" Chancler, Coster                           | Amigos, 1976        | 3:10    |
| 14.    | „Let the Children Play‟                 | Coster, Leon Patillo, Santana                           | Festival, 1977      | 2:37    |
| 15.    | „Revelations‟                           | Coster, Santana                                         | Festival, 1977      | 3:18    |
| 16.    | „She's Not There‟                       | Rod Argent, Coster                                      | Moonflower, 1977    | 3:14    |
| 17.    | „I'll Be Waiting‟                       | Santana                                                 | Moonflower, 1977    | 3:10    |
| 18.    | „Stormy‟                                | Buddy Buie, James Cobb                                  | Inner Secrets, 1978 | 4:45    |
| 19.    | „One Chain (Don't Make No Prison)‟      | Dave Lambert                                            | Inner Secrets, 1978 | 3:39    |

| Disk 2 | Disk 2                                 | Disk 2                                                           | Disk 2                             | Disk 2  |
| Št.    | Naslov                                 | Pisec                                                            | Z albuma                           | Dolžina |
| ------ | -------------------------------------- | ---------------------------------------------------------------- | ---------------------------------- | ------- |
| 1.     | „Well All Right‟                       | Norman Petty, Buddy Holly, Jerry Allison, Joe B. Mauldin         | Inner Secrets, 1978                | 4:10    |
| 2.     | „Open Invitation‟                      | Dennis Lambert, David Margen, Brian Potter, Santana, Greg Walker | Inner Secrets                      | 4:47    |
| 3.     | „Aqua Marine‟                          | Alan Pasqua, Santana                                             | Marathon, 1979                     | 3:58    |
| 4.     | „All I Ever Wanted‟                    | Alex Ligertwood, Santana, Chris Solberg                          | Marathon                           | 3:34    |
| 5.     | „You Know That I Love You‟             | Ligertwood, Pasqua, Santana                                      | Marathon                           | 3:29    |
| 6.     | „Winning‟                              | Russ Ballard                                                     | Zebop!, 1981                       | 3:29    |
| 7.     | „The Sensitive Kind‟                   | J. J. Cale                                                       | Zebop!, 1981                       | 3:33    |
| 8.     | „Hold On‟                              | Ian Thomas                                                       | Shangó, 1982                       | 3:52    |
| 9.     | „Nowhere to Run‟                       | Ballard                                                          | Shangó, 1982                       | 2:52    |
| 10.    | „What Does It Take (To Win Your Love)‟ | Johnny Bristol, Vernon Bullock, Harvey Fuqua                     | Shangó, 1982                       | 3:24    |
| 11.    | „Say it Again‟                         | Val Garay, Goldstein, Lapeau                                     | Beyond Appearances, 1985           | 3:26    |
| 12.    | „How Long‟                             | Robbie Patton                                                    | Beyond Appearances, 1985           | 3:57    |
| 13.    | „I'm the One Who Loves You‟            | Curtis Mayfield                                                  | Beyond Appearances, 1985           | 3:12    |
| 14.    | „Veracruz‟                             | Jeffrey Cohen, Buddy Miles, Rolie, Santana                       | Freedom, 1987                      | 3:45    |
| 15.    | „Gypsy Woman‟                          | Curtis Mayfield                                                  | Spirits Dancing in the Flesh, 1990 | 4:28    |
| 16.    | „Right On‟                             | Earl Derouen, Marvin Gaye                                        | Milagro, 1992                      | 4:44    |
| 17.    | „Havana Moon‟                          | Chuck Berry                                                      | Havana Moon, 1983                  | 4:10    |
| 18.    | „Daughter of the Night‟                | Hasse Huss, Mikael Rickfors                                      | Havana Moon, 1983                  | 4:51    |
| 19.    | „They All Went to Mexico‟              | Greg Brown                                                       | Havana Moon, 1983                  | 4:42    |

| Bonus disk s posnetki v živo | Bonus disk s posnetki v živo                                             | Bonus disk s posnetki v živo        | Bonus disk s posnetki v živo              | Bonus disk s posnetki v živo |
| Št.                          | Naslov                                                                   | Pisec                               | Z albuma                                  | Dolžina                      |
| ---------------------------- | ------------------------------------------------------------------------ | ----------------------------------- | ----------------------------------------- | ---------------------------- |
| 1.                           | „Jingo‟                                                                  | Michael Olatunji                    | Santana, 1969                             | 9:39                         |
| 2.                           | „Soul Sacrifice‟ (v živo s festivala Woodstock, sobota, 16. avgust 1969) | Santana, Rolie, Brown, Malone       | Santana, 1969                             | 8:48                         |
| 3.                           | „Them Changes‟                                                           | Miles                               | Carlos Santana & Buddy Miles! Live!, 1972 | 5:52                         |
| 4.                           | „Samba Pa Ti‟                                                            | Santana                             | Lotus, 1974; sicer z albuma Abraxas, 1970 | 8:55                         |
| 5.                           | „Medley (Black Magic Woman/Gypsy Queen)‟                                 | Green/Szabó                         | Abraxas, 1970                             | 6:33                         |
| 6.                           | „She's Not There‟                                                        | Rod Argent, Coster                  | Moonflower, 1977                          | 4:21                         |
| 7.                           | „Esperando‟                                                              | Santana, Thompson, Perazzo, Charles | Sacred Fire: Live in South America, 1977  | 6:01                         |